# Temporada esportiva 2007-08 a Espanya a nivell de clubs
Quadre amb els diferents club esportius campions d'Espanya durant la temporada 2007-08. Es consideren les competicions majors, és a dir, les competicions de lliga, copa i els campionats d'Espanya. A més, es consideren les competicions absolutes, no les de categories inferiors.
Les dades fan referència als clubs que s'han proclamat campions durant:
- la temporada 2007-08 per a la majoria d'esports, en els quals la temporada esportiva es disputa a cavall de dos anys amb vacances a l'estiu (com passa a la majoria d'esports d'equip)
- l'any 2007 per aquells esports on la temporada és anual (com passa a alguns esports individuals, com el tennis) amb vacances a l'hivern. Aquests esports estan senyalats amb el símbol (A).

## Quadre de campions
Campionats de lliga i copa
| Esport                 | Modalitat | Campió de lliga         | Campió de copa                  |
| ---------------------- | --------- | ----------------------- | ------------------------------- |
| Futbol                 | masculí   | Reial Madrid CF         | València CF                     |
| Futbol                 | femení    | Llevant UEF             | Rayo Vallecano                  |
| Basquetbol             | masculí   | TAU Cerámica            | Club Joventut de Badalona       |
| Basquetbol             | femení    | Ciudad-Ros Casares      | Ciudad-Ros Casares              |
| Handbol                | masculí   | BM Ciudad Real          | BM Ciudad Real                  |
| Handbol                | femení    | Orsan Elda Prestigio    | CB Parc Sagunt                  |
| Rugbi                  | masculí   | El Salvador Rugby       | CRC Madrid                      |
| Rugbi                  | femení    | sense competició        | Getxo Artea RT                  |
| Hoquei patins          | masculí   | FC Barcelona            | Club Esportiu Noia              |
| Hoquei patins          | femení    | Club Patí Voltregà      | Club Patí Voltregà              |
| Hoquei herba           | masculí   | RC Polo                 | RC Polo                         |
| Hoquei herba           | femení    | CD Terrassa             | Club de Campo                   |
| Hoquei gel             | masculí   | CG Puigcerdà            | CG Puigcerdà                    |
| Waterpolo              | masculí   | CN Atlètic Barceloneta  | CN Atlètic Barceloneta          |
| Waterpolo              | femení    | CN Sabadell             | CN Sabadell                     |
| Voleibol               | masculí   | Drac Palma CV Pòrtol    | Ciudad del Medio Ambiente Soria |
| Voleibol               | femení    | CAV Murcia 2005         | CAV Murcia 2005                 |
| Futbol sala            | masculí   | Interviú Fadesa         | El Pozo Murcia                  |
| Futbol sala            | femení    | Femesala Elx            | Encofra Navalcarnero            |
| Futbol Americà         | masculí   | L'Hospitalet Pioners    | L'Hospitalet Pioners            |
| Beisbol (A)            | masculí   | Marlins Puerto Cruz     | Marlins Puerto Cruz             |
| Softbol (A)            | femení    | CB Viladecans           | CB Viladecans                   |
| Tennis taula           | masculí   | CajaGranada             | CajaGranada                     |
| Tennis taula           | femení    | UCAM Cartagena TM       | UCAM Cartagena TM               |
| Hoquei patins en línia | masculí   | Dismeva CPL Valladolid  | Dismeva CPL Valladolid          |
| Hoquei patins en línia | femení    | CHL Jujol               |                                 |
| Corfbol                | mixt      | Club Korfbal Vacarisses | Club Korfbal Vacarisses         |

Campionats d'Espanya
| Esport                              | Masculí          | Femení     |
| ----------------------------------- | ---------------- | ---------- |
| Tennis (A)                          |                  |            |
| Atletisme aire lliure               |                  |            |
| Atletisme pista coberta             |                  |            |
| Natació                             |                  |            |
| Natació sincronitzada               | sense competició |            |
| Salts                               |                  |            |
| Patinatge de velocitat (A)          |                  |            |
| Patinatge artístic grups grans (A)  | sense competició |            |
| Patinatge artístic grups petits (A) | sense competició |            |
| Esquaix (A)                         | Can Mèlich       | Can Mèlich |
| Hoquei sala                         |                  |            |

## Classificació per territori
| Posició | Federació | Campionats |
| ------- | --------- | ---------- |
| -       |           |            |